# Dicranomyia (Zelandoglochina) tehuelche
Dicranomyia (Zelandoglochina) tehuelche is een tweevleugelige uit de familie steltmuggen (Limoniidae). De soort komt voor in het Neotropisch gebied.